# 霍沃 (烏伊拉省)
霍沃是哥倫比亞的城鎮，位於該國西南部，由乌伊拉省負責管轄，距離首府內瓦52公里，始建於1630年，面積217平方公里，海拔高度662米，2005年人口6,521。
2°35′N 75°27′W / 2.583°N 75.450°W